# Inferencia
La inferencia es el proceso por el cual se derivan conclusiones a partir de premisas o hipótesis iniciales. Cuando una conclusión se sigue de sus premisas o hipótesis de partida, por medio de deducciones lógicas válidas, se dice que las premisas implican (infieren) la conclusión.
La inferencia es el objeto de estudio tradicional de la lógica, así como la vida es el objeto de estudio de la biología. La lógica investiga los fundamentos por los cuales algunas inferencias son aceptables, y otras no. Cuando una inferencia es aceptable, lo es por su estructura lógica y no por el contenido específico del argumento o el lenguaje utilizado (retórica). Por esto se construyen sistemas lógicos que capturan los factores relevantes de las deducciones que aparecen en el lenguaje natural.
Tradicionalmente, se distinguen tres clases de inferencias: las deducciones, las inducciones y las abducciones, aunque a veces se cuenta a la abducción como un caso especial de inducción. Las inducciones se estudian desde la lógica inductiva y el problema de la inducción. Las deducciones, en cambio, son estudiadas por la mayor parte de la lógica contemporánea.
En las investigaciones sobre la inteligencia artificial, la inferencia es la operación lógica utilizada en los motores de inferencia de los sistemas expertos.[cita requerida]

## Definición
El proceso por el que se infiere una conclusión a partir de múltiples observaciones se denomina razonamiento inductivo. La conclusión puede ser correcta o incorrecta, o correcta dentro de un cierto grado de precisión, o correcta en determinadas situaciones. Las conclusiones inferidas a partir de múltiples observaciones pueden comprobarse mediante observaciones adicionales.
Esta definición es discutible (debido a su falta de claridad. Referencia: Oxford English dictionary: "inducción ... 3. Lógica la inferencia de una ley general a partir de instancias particulares". ) Así pues, la definición dada sólo se aplica cuando la "conclusión" es general.
Dos posibles definiciones de "inferencia" son:
1. Una conclusión a la que se llega sobre la base de pruebas y razonamientos.
2. El proceso de llegar a tal conclusión.

## Ejemplos

### Ejemplo para la definición #1
Los filósofos griegos antiguos definieron una serie de silogismos, inferencias correctas en tres partes, que pueden usarse como bloques de construcción para razonamientos más complejos. Comenzamos con un ejemplo famoso:
1. Todos los humanos son mortales.
2. Todos los griegos son humanos.
3. Todos los griegos son mortales.

El lector puede comprobar que las premisas y la conclusión son verdaderas, pero la lógica se ocupa de la inferencia: ¿se deduce la verdad de la conclusión de la de las premisas?
La validez de una inferencia depende de la forma de la inferencia. Es decir, la palabra "válida" no se refiere a la verdad de las premisas o la conclusión, sino a la forma de la inferencia. Una inferencia puede ser válida aunque sus partes sean falsas, y puede ser inválida aunque algunas partes sean verdaderas. Pero una forma válida con premisas verdaderas siempre tendrá una conclusión verdadera.
Por ejemplo, considere la forma de la siguiente pista simbológica:
1. Toda la carne procede de animales.
2. Toda la carne es carne.
3. Por tanto, toda la carne de vacuno procede de animales.

Si las premisas son verdaderas, entonces la conclusión es necesariamente verdadera también.
Ahora pasamos a una forma inválida.
1. Todo A es B.
2. Todas las C son B.
3. Por tanto, todas las C son A.

Para mostrar que esta forma no es válida, demostramos cómo puede llevar de premisas verdaderas a una conclusión falsa.
1. Todas las manzanas son fruta. (Verdadero)
2. Todos los plátanos son fruta. (Verdadero)
3. Por lo tanto, todos los plátanos son manzanas. (Falso)

Un argumento válido con una premisa falsa puede llevar a una conclusión falsa, (éste y los siguientes ejemplos no siguen el silogismo griego):
1. Todos los altos son franceses. (Falso)
2. John Lennon era alto. (Verdadero)
3. Por lo tanto, John Lennon era francés. (Falso)

Cuando se utiliza un argumento válido para derivar una conclusión falsa a partir de una premisa falsa, la inferencia es válida porque sigue la forma de una inferencia correcta.
También se puede utilizar un argumento válido para deducir una conclusión verdadera a partir de una premisa falsa:
1. Todas las personas altas son músicos. (Válido, Falso)
2. John Lennon era alto. (Válido, Verdadero)
3. Por lo tanto, John Lennon era músico. (Válido, Verdadero)

En este caso tenemos una premisa falsa y una premisa verdadera de las que se ha inferido una conclusión verdadera.

### Ejemplo para la definición #2
Evidencia: Estamos a principios de los años 50 y eres un americano destinado en la Unión Soviética. Lees en el periódico Moscú que un equipo de fútbol de una pequeña ciudad de Siberia empieza a ganar partido tras partido. El equipo incluso derrota al equipo de Moscú. Inferencia: La pequeña ciudad en Siberia ya no es una pequeña ciudad. Los soviéticos están trabajando en su propio programa nuclear o de armas secretas de alto valor.
Conocimientos: La Unión Soviética es una economía dirigida: a la gente y al material se les dice dónde ir y qué hacer. La pequeña ciudad era remota e históricamente nunca se había distinguido; su temporada de fútbol era típicamente corta debido al clima.
Explicación: En una economía dirigida, la gente y el material se mueven allí donde se necesitan. Las grandes ciudades pueden tener buenos equipos debido a la mayor disponibilidad de jugadores de alta calidad; y los equipos que pueden entrenar más tiempo (posiblemente debido a un clima más soleado y mejores instalaciones) se puede esperar razonablemente que sean mejores. Además, se coloca a los mejores y más brillantes en los lugares donde pueden hacer más bien, como en los programas de armamento de alto valor. Es una anomalía que una ciudad pequeña cuente con un equipo tan bueno. La anomalía describía indirectamente una condición por la que el observador infería un nuevo patrón significativo: que la ciudad pequeña ya no era pequeña. ¿Por qué colocar a los mejores y más brillantes de una gran ciudad en medio de la nada? Para esconderlos, claro.

## Inferencia lógica

### Lógica aristotélica
En la lógica aristotélica, la forma esencial de inferencia es una forma de razonamiento deductivo. No obstante, se reconocían algunas inferencias directas o inmediatas.[cita requerida]
La lógica aristotélica consideraba la posibilidad de inferencias inmediatas: aquellas que se pueden obtener directamente a partir de la relación que establece un juicio respecto a los términos, sujeto y predicado, que le constituyen, en función de la cualidad (afirmativo-negativo) y la cantidad (universal-particular) del mismo.
Aristóteles estudió con detalle ciertas operaciones que permitían tales inferencias inmediatas o directas. Para ello, elaboró el llamado cuadro de oposición de los juicios, en el que dadas las relaciones que cada juicio aristotélico, A,E,I,O, lleva implícitas se pueden establecer ciertas inferencias directas. Asimismo en la lógica tradicional se admitían ciertas operaciones lógicas de transformación de un juicio manteniendo sus condiciones de verdad. Tales operaciones eran:
- Conversión lógica
- Contraposición lógica
- Inversión lógica
- Obversión lógica

La lógica tradicional aristotélica no resuelve del todo bien los problemas que surgen de los juicios negativos por lo que este tipo de operaciones lógicas se prestan a argumentaciones que producen resultados aberrantes.
La lógica actual formaliza los enunciados lingüísticos bien como relación de clases o como funciones proposicionales o relaciones. Hoy se exige el rigor formal de la aplicación de una regla de inferencia. La idea de inferencia inmediata no es más que la aplicación de una regla modo implícito. La formalidad lógica, sin embargo, exige que sea explícita la regla que permite la transformación de una EBF.[cita requerida]

### Lógica moderna
Se llama inferencia lógica a la aplicación de una regla de transformación que permite transformar una fórmula o expresión bien formada (EBF) de un sistema formal en otra EBF como teorema del mismo sistema. Ambas expresiones se relacionan mediante una relación de equivalencia, es decir, que ambas tienen los mismos valores de verdad o, dicho de otra forma, la verdad de una coimplica la verdad de la otra.[cita requerida]
Surge así lo que se conoce como postulado o transformada de una expresión original conforme a reglas previamente establecidas, que puede enmarcarse en uno o varios contextos referenciales diversos, obteniéndose en cada uno de ellos un significado como valor de verdad de equivalente.
{\displaystyle (p\land q)\rightarrow (r\land s)\lor (t\lor v)}
podría transformarse en:
{\displaystyle A\rightarrow B\lor C}
donde {\displaystyle A=(p\land q)}; {\displaystyle B=(r\land s)} y {\displaystyle C=(t\lor v)}.
Elaborando la tabla de valores de verdad de dicha equivalencia contenida en la función del bicondicional, el resultado ha de ser una tautología.[cita requerida]

#### Esquema de inferencia
Se refiere a la estructura lógico-formal que permite obtener una expresión bien formada (EBF) desligada, libre, como teorema de un sistema formal previamente definido por la regla de separación estrictas de formación y transformación de fórmulas.[cita requerida]
Dicha estructura es el fundamento de un argumento lógico-formal mediante la aplicación de la regla de sustitución de fórmulas.[cita requerida]
{\displaystyle (A\land B\land C...\land N)\rightarrow D} donde {\displaystyle (A\land B\land C...\land N)} representa cada variable la premisa de un argumento. Conocida la verdad de cada una, como premisas de un argumento, su producto verdadero exige la verdad de todas y cada una de dichas expresiones; lo que permite establecer D como expresión libre y conclusión del argumento.

## Inferencia por evidencias
- Evidencia inductiva: Surge de la constatación de una misma ocurrencia en una serie de casos. Observando que muchos lobos tienen la cola larga, infiero que “los lobos tienen la cola larga”, como una generalización.
- Evidencia enumerativa o inducción completa: Cuando se enumeran todos los casos la inferencia se convierte en una verdad demostrada, como inducción completa. Tal es el caso de que tras contar a todos y cada uno se pueda inferir: “los alumnos de esta clase son 22”.

Aristóteles y, con él, la escolástica tradicional admitía una inducción perfecta, siempre y cuando la relación entre los individuos y la clase, como concepto, sea aprendida como conexión esencial necesaria de un proceso de abstracción; o bien entre clases como conceptos incluidas en otra clase, como concepto. De esta forma tal inducción venía a ser una forma de silogismo, en la relación de conceptos entre sí. Así, en la medida en que águilas, cigüeñas, gorriones, etcétera, vuelan, y todas y cada una de las clases de tales animales son aves, se puede concluir que la conexión entre «aves» y «volar» es esencial: «Todas las aves vuelan.».[cita requerida]
Argumentos así provocaron incidentes tan insólitos en la historia de la ciencia como la aparición del ornitorrinco.
Por otro lado, el conocimiento de la experiencia siempre singular, cada caso único e irrepetible, hace problemática la posibilidad de llegar al conocimiento de conceptos universales, esenciales y plantea el problema del estatus epistemológico de la ciencia como conocimiento de conceptos y leyes universales.[cita requerida]
Al ponerse en cuestión el mundo de las formas esenciales y la propia entidad conceptual entendida como clase lógica, y la posibilidad de la no existencia de individuos dentro de una clase bien definida, la inferencia inductiva sobre un universo no conocido en todas sus ocurrencias produce el llamado problema de la inducción que, por su carácter, excede del caso de este artículo referido a la inferencia (véase inductivismo).[cita requerida]

## Tipos de inferencia
- Inferir por lógica clásica: Inferencia que solo admite dos valores: verdadero o falso.
- Inferencia trivaluada: Una inferencia de este estilo da como posibles resultados tres valores.
- Inferencia multivaluada: Una inferencia de este estilo da como posibles resultados múltiples valores.
- Inferencia difusa: Una inferencia de este estilo describe todos los casos multivaluados con exactitud y precisión.
- Inferencia probabilística: es el sentido de una inducción que permite establecer una verdad con mayor índice de probabilidad que las demás.

Si bien cuando el universo posible es de infinitas ocurrencias, la probabilidad siempre será 0. Por lo que algunos establecen para el estatuto de la ciencia el falsacionismo, como método científico y contraste de teorías y las lógicas humanas.[cita requerida] entre otras

## Inferencia estadística (administración y gestión)
Cuando la descripción se aplica a condiciones de certeza, como en las tablas del mercado de valores en que se muestra un censo de los valores negociados, se convierte en una entidad metodológica. Sin embargo, en la mayoría de los problemas estadísticos actuales se emplea más una muestra que un censo, y la descripción se ha convertido simplemente en una preparación de la siguiente rama de la estadística: inferencia.[cita requerida]
Cuando se hace uso de la inferencia, llegamos a una conclusión o formulamos una afirmación bajo ciertas condiciones de incertidumbre. La incertidumbre puede ser el resultado de las condiciones aleatorias, implícitas en el trabajo con muestras, o del desconocimiento de las leyes aleatorias precisas que son aplicables a una situación específica. No obstante en la teoría de la conclusión, la incertidumbre sobre la exactitud de la afirmación que se ha hecho o de la conclusión que se ha sacado se expone simplemente en términos de probabilidad de que ocurra.[cita requerida]
La inferencia trata de dos tipos principales de problemas: la estimación y la contrastación de hipótesis.[cita requerida]

## Inferencia aplicada al conocimiento del comportamiento humano
Se puede inferir todo lo que sea inteligible. Dentro del campo de la inteligencia humana, encontramos campos muy interesantes, tal como la inteligencia emocional. Dado que el cerebro humano está sujeto a leyes físicas, existe la posibilidad de que el comportamiento humano sea potencialmente previsible, con un grado de incertidumbre, al mismo grado que el resto de ciencias lo pudieran ser, pues todas se basan en la inteligencia del hombre. La capacidad de inferir el sentimiento humano se llama empatía; cada sentimiento motiva a actuar de cierta manera. La capacidad de predecir como va a actuar cierta persona roza lo esotérico, pero nada más lejos de la realidad, se pueden generar modelos de comportamientos humanos y el grado de exactitud de la predicción dependerá de lo empático que sea la persona (dado que la única máquina capaz de reproducir una mente, hasta la fecha, es un cerebro humano). [cita requerida]